# ريتش دونيلي
ريتش دونيلي (بالإنجليزية: Rich Donnelly)‏ هو لاعب كرة قاعدة أمريكي، ولد في 5 أغسطس 1946 في ستوبنفيل في الولايات المتحدة.

## وصلات خارجية
- ريتش دونيلي على موقعبيزبول رفرنس.كوم (الدوري الثانوي) (الإنجليزية)